# Scandinavian XPO
Scandinavian XPO är en mötes- och evenemangsarena belägen i Arlandastad. Anläggningen färdigställdes vid årsskiftet 2020/2021. I anslutning till anläggningen finns bland annat även hotell, lägenhetshotell, co-working-utrymmen och restauranger. 
I Scandinavian XPO har flera internationella evenemang ägt rum, bland annat för OSSE-mötet 2021. Dessutom fungerade anläggningen som huvudarena för de flesta möten som hölls under Sveriges EU-ordförandeskap under första halvåret 2023.
Arenan omfattar tre stora mässhallar och flera mötes- och konferenslokaler, som kan rymma upp till 8 400 gäster.
Arenan drivs av Scandinavian XPO AB, som är ett operatörs- och driftbolag. Scandinavian XPO ägs av fastighetsutvecklingsbolaget Arlandastad Group.